# Isola di San Pietro
Isola di San Pietro er en ø ud for Sardiniens sydvestlige kyst. Øen har et areal på ca. 51 km², og den har 6.600 indbyggere, hvoraf hovedparten bor i byen Carloforte. Der er færgeforbindelse til Portovesme på Sardinien og til Calasetta på naboøen Isola di Sant'Antioco.

## Historie
Øen er kendt helt fra fønikisk tid, og der findes desuden rester af nuragher på øen. Sit navn har den fået, fordi en legende siger, at det var her Sankt Peter gik i land i år 46 på sin vej til Rom. Indtil midten af 1700-tallet var der kun få beboere på øen; men på dette tidspunkt blev øen koloniseret af mennesker, hvis familier oprindeligt var udvandret fra Ligurien, området omkring Genova, til øen Tabarka ved den tunesiske kyst. Gentagne overfald fra pirater førte imidlertid til, at befolkningen søgte et nyt sted at bo. I 1736 grundlagte de derfor byen Carloforte på Isola di San Pietro, opkaldt efter kongen, Carlo Emanuele III, som havde givet dem lov til at bosætte sig på øen. Den gamle by udgør således et arkitektonisk hele fra midten af 1700-tallet, og øens befolkning taler fortsat en ligurisk, og ikke en sardisk dialekt. Befolkningen ernærede sig tidligere ved fiskeri, især tun, men denne fangst er i dag ophørt; men man kan på den nordlige ende af øen fortsat se en nu nedlagt tunfangerstation.

## Natur
Øen har mod vest stejle klippekyster og mod øst mere flade kyster. Det højeste punkt er Gauardia di Mori, 211 m.o.h. Plantelivet er præget af maki, og øen er kun i ringe grad opdyrket, men der findes enkelte vinmarker. Øen har et rigt fugleliv, og på de stejle klipper ved Calo Fico yngler den sjældne eleonorafalk. På østkysten, ved nogle kunstige søer, der har været anvendt til at udvinde salt fra havvandet, ses mange flamingoer.
39°08′44″N 8°16′21″Ø / 39.1456°N 8.2725°Ø